# کوبروویتسه
کوبروویتسه (به چکی: Koberovice) یک منطقهٔ مسکونی در جمهوری چک است که در ناحیه پلهریموو واقع شده‌است. کوبروویتسه ۷٫۲۷ کیلومتر مربع مساحت و ۱۵۳ نفر جمعیت دارد و ۴۷۰ متر بالاتر از سطح دریا واقع شده‌است.